# Golden Time
Golden Time (ゴールデンタイム, Gōruden Taimu) é uma série de light novels japonesas escrita por Yuyuko Takemiya, com ilustrações de Ēji Komatsu. As séries incluem 11 novels publicadas pela ASCII Media Works entre setembro de 2010 e março de 2014, e incorpora comédia romântica e temas sobrenaturais. Uma adaptação de mangá de Umechazuke começou a serialização na edição de outubro de 2011 da Dengeki Daioh. Uma adaptação de anime de 24 episódios de J.C.Staff foi transmitida na MBS entre outubro de 2013 e março de 2014.

## Mídia

### Light novels
Golden Time começou como uma série de light novels, escrita por Yuyuko Takemiya, com ilustrações de Ēji Komatsu. ASCII Media Works publicou 11 romances entre 10 de setembro de 2010 e 8 de março de 2014 sob a marca Dengeki Bunko; oito compõem a história principal, enquanto os outros três são coleções de histórias paralelas.     Partes da série também foram serializadas na Dengeki Bunko Magazine.

### Mangá
Uma adaptação em mangá ilustrada por Umechazuke foi publicada na revista Dengeki Daioh, da ASCII Media Works, entre as edições de outubro de 2011 e julho de 2016. A ASCII Media Works publicou nove volumes tankōbon de 27 de março de 2012 a 27 de setembro de 2016. A Seven Seas Entertainment publicou a série na América do Norte de outubro de 2015 a janeiro de 2018.

### Anime
Uma adaptação para anime de 24 episódios, produzida pela Genco e JCStaff, foi ao ar entre 3 de outubro de 2013 e 27 de março de 2014 no MBS. A série é dirigida por Chiaki Kon, com roteiro de Fumihiko Shimo e design de personagens de Shinya Hasegawa. A trilha sonora do anime foi composta por Yukari Hashimoto. Nos 12 primeiros episódios, o tema de abertura é "Golden Time" e o tema de encerramento é "Sweet & Sweet Cherry". A partir do episódio 13, o tema de abertura é "The♡World's♡End" e o tema de encerramento é "Han'eikyūteki ni Aishite yo♡" (半永久的に愛してよ♡, "Love Me Temporarily♡"); todas as quatro músicas são cantadas por Yui Horie. A série foi lançada em oito volumes compilados em BD/DVD entre 25 de dezembro de 2013 e 23 de julho de 2014. O anime foi licenciado pela Sentai Filmworks para streaming e lançamento em home video em 2014. Sentai relançou o anime com uma dublagem em inglês em 17 de dezembro de 2019.

### Visual novel
Um romance visual desenvolvido pela Kadokawa Games, intitulado Golden Time: Vivid Memories, foi lançado para o PlayStation Vita em 27 de março de 2014. O jogo recebeu uma pontuação de revisão da Famitsu de 32/40.

## Recepção
O Mainichi Shimbun informou em março de 2013 que mais de 710.000 cópias da série de light novels foram vendidas no Japão.